# Modelo lineal de innovación

Modelo original de tres fases del proceso de cambio tecnológico.

El Modelo Lineal de Innovación fue un modelo temprano diseñado para comprender la relación entre la ciencia y la tecnología, que comienza con la investigación básica y fluye hacia la investigación aplicada, el desarrollo y la difusión 
Da prioridad a la investigación científica como base de la innovación y minimiza el papel de los jugadores posteriores en el proceso de innovación. 

## Desarrollo del modelo
A menudo se presentan dos versiones del modelo lineal de innovación: 
1. modelo de "empuje tecnológico" (technology push)[2]
2. modelo de "atracción del mercado" (market pull)[2]

Desde la década de 1950 hasta mediados de la década de 1960, el proceso de innovación industrial generalmente se percibió como una progresión lineal desde el descubrimiento científico, a través del desarrollo tecnológico en las empresas, hasta el mercado. Las etapas del modelo empuje tecnológico son: 
Ciencia básica → Diseño e ingeniería → Fabricación → Marketing → Ventas
Desde mediados de la década de 1960 hasta principios de la década de 1970, surge el modelo de innovación de segunda generación, conocido como el modelo de innovación de "atracción del mercado". Según este modelo secuencial simple, el mercado es la fuente de nuevas ideas para dirigir la I+D, y tiene un papel reactivo en el proceso. Las etapas del modelo de "atracción del mercado" son: 
Necesidad del mercado → Desarrollo → Fabricación → Ventas.
Los modelos lineales de innovación apoyaron numerosas críticas sobre la linealidad de los procesos. Estos modelos ignoran las muchas retroalimentaciones y bucles que ocurren entre sus diferentes "etapas". Las deficiencias y fallas que ocurren en varias etapas pueden llevar a una reconsideración de los pasos anteriores y esto puede resultar en una innovación. Se puede encontrar una historia del modelo lineal de innovación en Godin, The Linear Model of Innovation: The Historical Construction of an Analytical Framework .
Los modelos actuales de innovación se derivan de enfoques como la teoría del actor-red, la construcción social de la tecnología y el aprendizaje social, proporcionando una imagen mucho más rica de cómo funciona la innovación. Las ideas actuales en innovación abierta e innovación del usuario derivan de estas ideas posteriores. 